# یکی بخر، دو تا ببر (ترانه آبا)
«یکی بخر، دو تا ببر» (انگلیسی: Two for the Price of One) ترانه‌ای از ابرگروه سوئدی موسیقی پاپ آبا است که در سال ۱۹۸۲ منتشر شد.
روزنامهٔ رجاینا لیدر-پست نوشت: «قهرمان رقت‌انگیز ما که تشنهٔ عشق است، در حال پیگیری یک آگهی روزنامه برای یافتن دختر رویاهای خود است».  اشعار این آهنگ دربارهٔ یک مردی است که در حال پیگیری یک آگهی شخصی از دو زن است که به دنبال تری‌سام هستند، تا آخرین خط شعر ترانه که مشخص می‌شود یکی از این زن‌ها، مادر دیگری است، و معلوم نمی‌شود که آیا مادر فقط به‌عنوان مراقب دخترش خواهد آمد یا اینکه خودش واقعاً درگیر تری‌سام خواهد شد. این ترانه را بیورن اولویوس اجرا نمود.